# Малобрусянское
Малобрусянское — село в Белоярском районе Свердловской области России. Входит в Белоярский муниципальный округ.
Ранее было центром Малобрусянского сельсовета Белоярского района.

## География
Село Малобрусянское расположено на обоих берегах реки Брусянки, в 15 километрах на юго-запад от посёлка Белоярского. Рядом с селом проходит автодорога Екатеринбург — Тюмень (часть федеральной автомагистрали М12 «Восток»). Севернее села Малобрусянского проходит Транссибирская магистраль. Вблизи села находится остановочный пункт Брусяны Свердловской железной дороги.

### Часовой пояс
Малобрусянское, как и вся Свердловская область, находится в часовой зоне МСК+2. Смещение применяемого времени относительно UTC составляет +5:00.

## Население
| 2002 | 2010 | 2021 |
| ---- | ---- | ---- |
| 282  | ↗372 | ↘345 |

## Инфраструктура
В селе Малобрусянском 16 улиц: Боровая, Дачная, Заречная, Кирова, Клубная, Красноармейская, Ленина, Малиновая, Мира, Отрадная, Просторная, Речная, Северная, Сибирская, Хрустальная и Луговая.